# Sứ thần Tòa Thánh
Sứ thần (Nuncio có gốc từ tiếng Latinh: Nuntius - "sứ giả") là chức vụ giáo sĩ Giáo hội Công giáo Rôma làm công tác ngoại giao cho Tòa Thánh ở nước ngoài. Tùy vào cấp bậc của mối quan hệ mà nhân viên đại diện của Tòa Thánh có thể định nghĩa rõ là Sứ thần Tòa Thánh hay Khâm sứ Tòa Thánh.